# Hedingen
Hedingen (zürichdeutsch: Hedige [ˈhedigə]) ist eine politische Gemeinde im Schweizer Kanton Zürich. Sie liegt im Bezirk Affoltern.

## Geographie
Hedingen liegt im Südwesten des Kantons Zürich und ist mit 6,59 km² nach Wettswil am Albis, Maschwanden, Ottenbach, Knonau und Rifferswil die sechstkleinste Gemeinde im Bezirk Affoltern. Zur Gemeinde gehören die Weiler Fromoos und Ismatt. Hedingen ist 13 Kilometer Luftdistanz von Zürich und 17 Kilometer weit von Zug gelegen.
Nachbargemeinden von Nordosten aus im Uhrzeigersinn sind: Bonstetten ZH, Stallikon und Affoltern am Albis sowie im Kanton Aargau (Bezirk Bremgarten) Jonen, Arni AG und Islisberg.

### Geologie
In geologischer Hinsicht liegt Hedingen im Molassebecken des Schweizer Mittellandes. Das Becken wurde im Verlaufe des Tertiärs mit dem Abtragungsschutt der entstehenden Alpen aufgefüllt, wobei sich die Sedimente in verschiedene Schichten unterteilen lassen. Ablagerungen unter marinen Bedingungen werden als Meeresmolasse, solche unter fluviatilen Bedingungen als Süsswassermolasse bezeichnet. Die Gemeinde liegt westlich der Albis-Bergkette in einer sich gegen die Reussebene öffnenden Moränenlandschaft.
Die entscheidende landschaftliche Überprägung erhielten Hedingen und die anderen Gemeinden des Bezirks Affoltern durch den Vorstoss des Reussgletschers während der verschiedenen Eiszeiten. Durch den Gletscher wurden bereits existierende Talmulden vertieft und erweitert sowie neue Täler geschaffen. Bestimmender Wasserlauf ist der Hofibach, der in Hedingen entspringt und in den Jonenbach mündet.

### Klima
Hedingen liegt im Bereich der gemässigten Klimazone. Prägend für das Klima sind einerseits die Winde aus westlichen Richtungen, die oft Niederschlag heranführen, andererseits die Bise (Ost- oder Nordostwind), welche meist mit Hochdrucklagen verbunden ist, aber in allen Jahreszeiten kühlere Witterungsphasen bringt, als im Mittel zu erwarten wären. Der in den Alpentälern und am Alpenrand wichtige Föhn zeigt im Normalfall keine speziellen klimatischen Auswirkungen auf Hedingen. Die nächstgelegenen Klima-Messstationen von MeteoSchweiz befinden sich in Luzern und Zürich-Affoltern in 13 bzw. 27 km Entfernung. Beide Stationen liefern annähernd gleiche Werte. Daraus ergibt sich für Hedingen eine Jahresdurchschnittstemperatur von ungefähr 8,7 °C. Der kälteste Monat ist der Januar mit −0,4 °C, der wärmste ist der Juli mit 21,0 °C. Die Niederschlagsmenge beträgt rund 1100 mm pro Jahr, wobei besonders während der drei Sommermonate aufgrund der konvektiven Niederschläge höhere Mengen gemessen werden als im Winter.

## Geschichte

Historisches Luftbild aus 500 m von Walter Mittelholzer von 1923

Archäologische Funde zeigen Siedlungsspuren aus dem 7./8. Jahrhundert v. Chr. Auf dem Kreuzrain fand sich eine Ansiedlung aus der Römerzeit. Der Name «Hedingen» setzt sich aus dem althochdeutschen Personennamen Hadu, Hado und dem Suffix -ing zusammen und stammt aus der Zeit der alamannischen Landnahme im 6./7. Jahrhundert; seine Bedeutung ist «bei den Leuten, der Sippe des Hadu/Hado». Die heutige Kirche wurde 1510 gebaut, ihre Vorgängerin im 10./11. Jahrhundert. Kirche und Dorf gehörten um 1116 zum Kloster Pfäfers, dem Hedingen niedergerichtlich unterstand.
Hinter der Kirche befand sich die 1298 erstmals erwähnte Burg Hedingen. Es ist nicht bekannt, ob das im 13. und 14. Jahrhundert lebende Rittergeschlecht von Hedingen auf der Burg wohnte. Hedingen gehörte hochgerichtlich zum Zürcher Freiamt und wurde 1512 in die Zürcher Landvogtei Knonau eingegliedert.
Die Krise am Ende des 17. Jahrhunderts zwang über 200 Personen aus dem Knonaueramt, 77 davon aus Hedingen, zur Auswanderung nach Brandenburg.

## Wappen
Blasonierung:
In Gold eine schrägrechte, gestürzte schwarze Spitze
Das Wappen von Hedingen stellt eine Schildfigur dar und wird als schräg gestellte Pflugscharspitze in goldenem Ährenfeld gedeutet. Die Schildfigur erscheint schon 1288 im Wappensiegel des Ritters Johannes von Hedingen. Die seit 1503 zürcherische Vogtei Hedingen, die 1507 mit der Vogtei Maschwanden-Freiamt verschmolzen wurde, führte den Schild weiter.

## Bevölkerung
| Jahr | Einwohner |
| ---- | --------- |
| 1470 | ca. 100   |
| 1634 | 448       |
| 1689 | 689       |
| 1850 | 992       |
| 1900 | 849       |
| 1950 | 1138      |
| 2000 | 2986      |
| 2005 | 3182      |
| 2010 | 3408      |
| 2015 | 3655      |
| 2020 | 3793      |
| 2022 | 3864      |

## Politik
An der Urnenabstimmung vom 8. Februar 2010 entschieden die Stimmberechtigten, dass die Schulgemeinde in die politische Gemeinde integriert und damit eine sogenannte Einheitsgemeinde gebildet werde. Infolgedessen ist der Präsident der Schulpflege heute ein Mitglied des Gemeinderates. Der Gemeinderat setzt sich in der aktuellen Legislatur (2022–2026) aus folgenden Personen zusammen:
- Rudolf Fornaro (FDP), Gemeindepräsident
- Nicole Doppler (FDP)
- Christine Erni (FDP)
- Fabian Kraxner (glp)
- Esther Nievergelt (parteilos), zugleich Schulpräsidentin
- Rolf Schilliger (parteilos)
- Marco Vanetta (FDP)

Bei der Nationalratswahl 2019 erreichten die Parteien folgende Wähleranteile:
SVP 26,60 %, SP 16,74 %, glp 16,42 %, FDP 13,99 %, Grüne 12,35 %, CVP 3,87 %, EVP 3,73 %, EDU 2,06 %, BDP 1,88 %, Alternative Liste 1,00 % und andere (7) 1,36 %.
Die Wähleranteile bei der Nationalratswahl 2023: SVP 31,29 % (+4,69 %), glp 16,00 % (−0,41 %), SP 15,57 % (−1,17 %), FDP 14,52 % (+0,53 %), Grüne 7,36 % (−4,99 %), Die Mitte 6,51 % (+0,75 %), EVP 2,94 % (−0,79 %), EDU 1,99 % (−0,07 %), Aufrecht Zürich 1,66 %, andere (11) 2,17 %.

## Wirtschaft
Die wichtigsten Arbeitgeber in Hedingen sind die Kolb AG, die Ernst Schweizer AG sowie das Schmiedewerk Stoos AG.

## Verkehr
Durch die Gemeinde Hedingen führt die 1864 von der Zürich-Zug-Luzern-Bahn eröffnete Bahnstrecke Zürich–Zug; sie wird von den Linien S 5 Zug – Affoltern a. A. – Zürich HB – Uster – Pfäffikon SZ und S 14 Affoltern a. A. – Altstetten – Zürich HB – Oerlikon – Wallisellen – Hinwil der S-Bahn Zürich bedient. Zudem verkehrt während der Nächte am Wochenende die SN5 Knonau – Zürich HB – Uster – Pfäffikon SZ . Seit der Eröffnung des Uetlibergtunnels im Mai 2009 bedient die Postautolinie 200 Hedingen; sie verkehrt täglich zwischen Affoltern am Albis und dem Zürcher Bahnhof Enge.

## Sehenswürdigkeiten

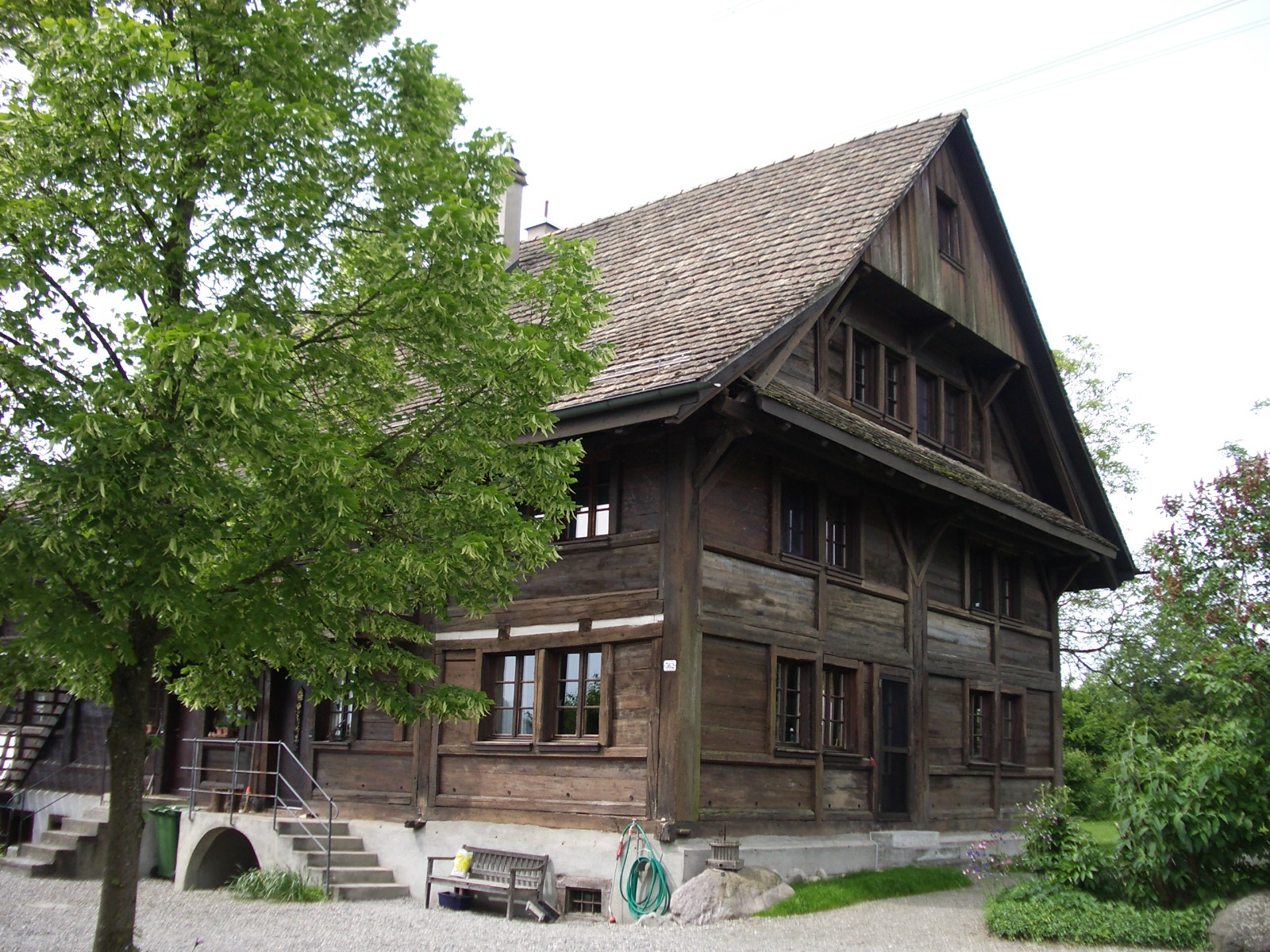
Maienbrunnenhaus von 1805 oder früher, Bohlenständerhaus im Weiler Ismatt

Im Weiler Ismatt steht eine Gruppe von Bohlenständerhäusern aus dem 17. und 18. Jahrhundert. Das Maienbrunnenhaus wurde im Jahre 1983 an seinem bisherigen Standort im Industriegebiet Maienbrunnen zerlegt, jeder Balken nummeriert. In der Ismatt wurde das Haus neben einem Bohlenständerbau aus dem Jahre 1804 wieder aufgebaut.
Am 1938 von der Gemeinde erworbenen Hedinger Weiher, einem ehemaligen Mühlenweiher, gibt es seit 1945 eine Badeanstalt.

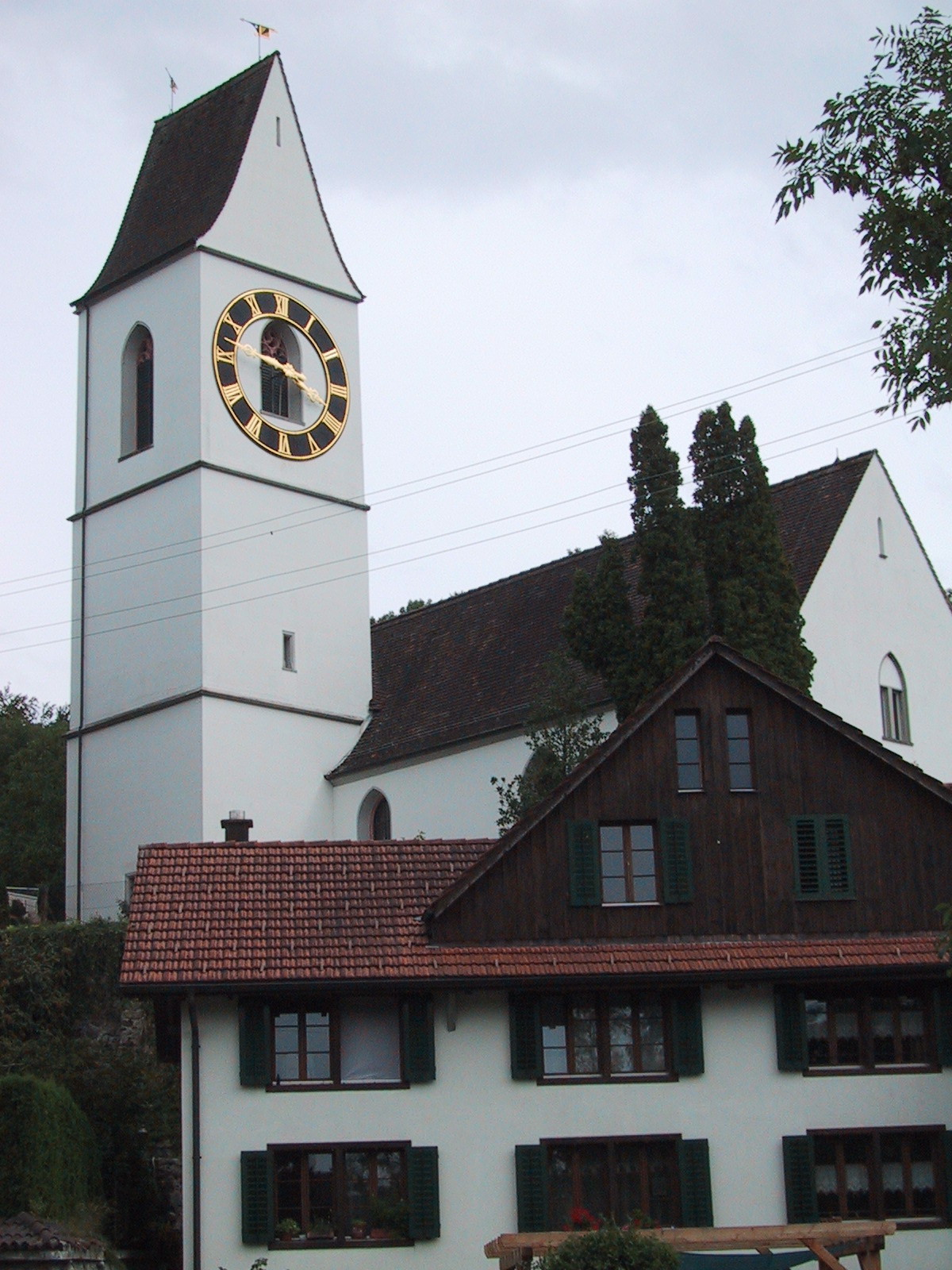
Kirche
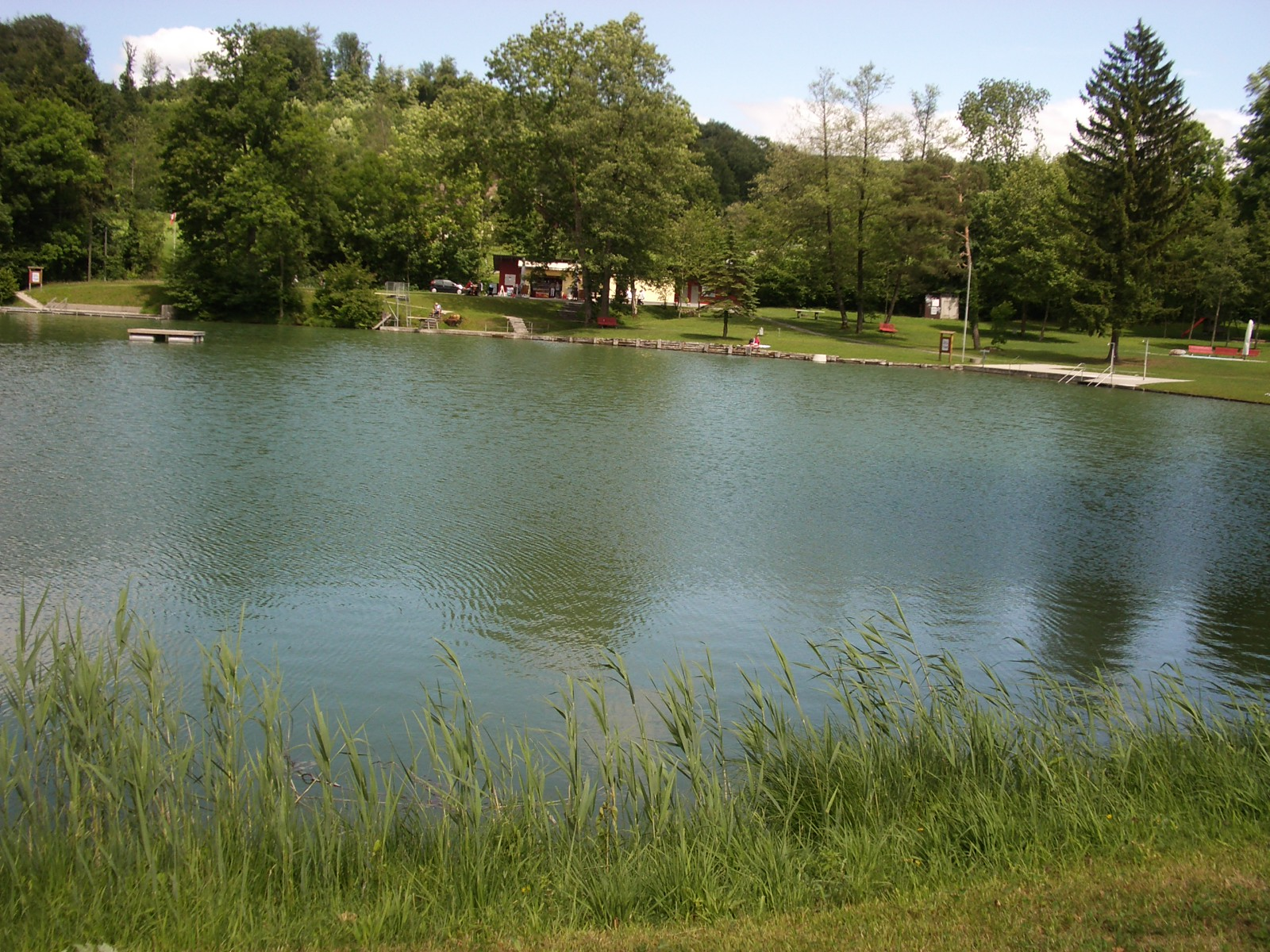
Hedinger Weiher

## Persönlichkeiten
- Johann Heinrich Fäsi (1659–1745), evangelischer Geistlicher
- Heinrich Steiger (1776–1842), Textilunternehmer
- Robert Schmid (1867–1934), Jurist und Politiker
- Hans Wanner (1905–1996), Redaktor und Chefredaktor des Schweizerischen Idiotikons
- Karl Alexander Müller (1927–2023), Physik-Nobelpreisträger 1987, Ehrenbürger von Hedingen
- Thomas Schweizer (* 1955), Kantonsrat (Grüne)
- René Zeller (1962–2018), Journalist, lebte in Hedingen